# سیارک ۶۹۹۶۱
سیارک ۶۹۹۶۱ (به انگلیسی: 69961 Millosevich، نامگذاری:1998VS33) شصت و نه هزار و نهصد و شصت و یکمین سیارک کشف شده‌است که در ۱۵ نوامبر ۱۹۹۸ کشف شد.